# Zvjezdane staze 3: Potraga za Spockom
Zvjezdane staze 3: Potraga za Spockom (eng. Star Trek III: Search for Spock), američki znanstveno-fantastični film, treći u franšizi Zvjezdane staze, snimljen 1984. godine pod pokroviteljstvom Paramount Pictures kompanije. Film je režirao Leonard Nimoy koji ujedno tumači ulogu Spocka.

## Radnja
Admiral Kirk (William Shatner) i njegova posada riskiraju karijere zbog krađe Enterprisea kojim namjeravaju otputovati do planete Genesis kako bi pronašli Spockovo tijelo. U međuvremenu, dr. McCoy (DeForest Kelley) je u stanju ludila uzrokovanog spajanjem njegova uma sa Spockovim (Leonard Nimoy), neposredno prije Spockove smrti. Jedino rješenje za oporavak Mccoya je pronaći revitaliziranog Spocka, odvesti ga na planetu Vulkan i izvesti ritual ponovnog spajanja Spockova tijela i uma. Po dolasku u orbitu planete Genesis, Kirk gubi Enterprise koji je uništen u sukobu s Klingoncima. Zajedno s posadom, obračunava se s njima te preuzima klingonsku letjelicu kojom odlazi na planet Vulkan.

## Glavni likovi
- James T. Kirk (William Shatner) - kapetan Enterprisea i admiral Zvjezdane flote.
- Spock (Leonard Nimoy) - poluvulkanski znanstveni časnik na Enterpriseu.
- Leonard McCoy (DeForest Kelley) - liječnik na Enterpriseu.
- Montgomery Scott (James Doohan) - glavni brodski inženjer.
- Pavel Chekov (Walter Koenig) - kormilar i taktički časnik
- Uhura (Nichelle Nichols) - časnica za komunikaciju na Enterpriseu.
- Hikaru Sulu (George Takei) - glavni kormilar na Enterpriseu.